# Danuta Szmit-Zawierucha

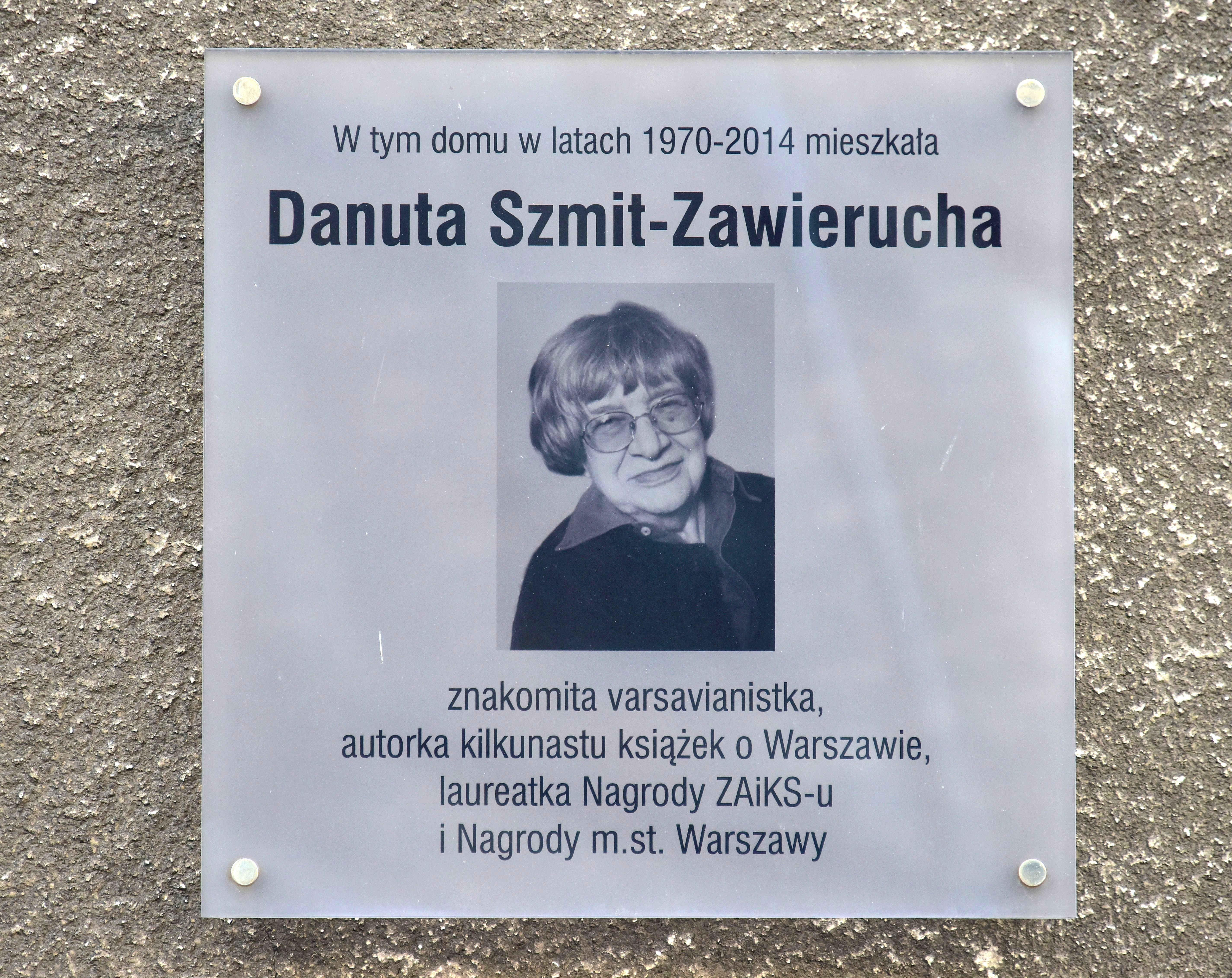
Tablica pamiątkowa przy ul. Brechta 9

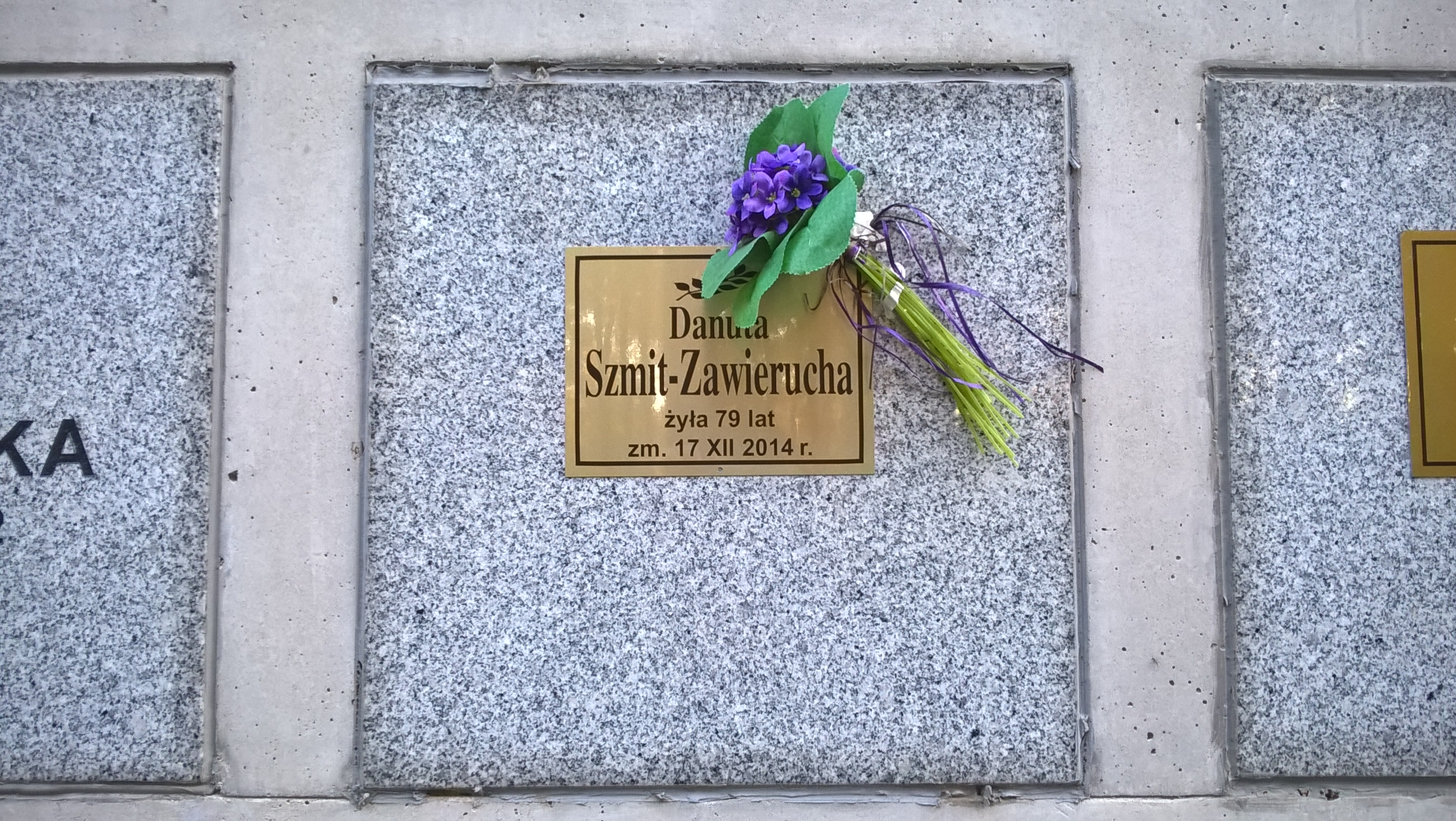
Grób Danuty Szmit-Zawieruchy na cmentarzu Komunalnym Północnym w Warszawie

Danuta Filipina Szmit-Zawierucha, właśc. Danuta Filipina Zawierucha-Wesołowska (ur. 13 listopada 1935 w Opocznie, zm. 17 grudnia 2014 w Warszawie) – polska pisarka, varsavianistka, dziennikarka tygodnika „Stolica” i czasopisma „Kronika Warszawy”.

## Życiorys
W latach 2011–2014 redaktor naczelna reaktywowanego pisma „Skarpa Warszawska”. Publikowała także miniatury varsavianistyczne na portalu warszawa1939.pl.
Zmarła w Warszawie, pochowana 29 grudnia 2014 na cmentarzu Komunalnym Północnym (kwatera B-III-1-11-24).

## Publikacje książkowe
- Jeszcze tylko nic, Warszawa: Wydawnictwo Anagram, 2018 (wydanie pośmiertne).
- Kartki z kalendarza warszawskiego 23 czerwca 1262 – 4 czerwca 1989, Warszawa: Wydawnictwo Anagram, 2014.
- Tylko o Warszawie (opowieści i wspomnienia), Warszawa : Wydawnictwo Anagram, 2013.
- Gdzie w Warszawie Straszy?, Warszawa : Wydawnictwo Skarpa Warszawska, 2012.
- Namiestnicy Warszawy, Warszawa: Wydawnictwo Abrys, 2009.
- Warszawa w PRL-u..., Warszawa: Miasto Stołeczne, 2009.
- Ludzie i pejzaże Warszawy, Warszawa: Wydawnictwo Veda, Fundacja Wspierania Kultury, 2005.
- Z Super Expressem po PRL czyli Tęsknota za Centralą, Warszawa: Wydawnictwo Veda, 2004.
- Wędrówki po Warszawie, Warszawa: „DiG”, 2001.
- Opowieści o Warszawie, Warszawa : „DiG”, 2000.
- O Warszawie inaczej (anegdoty, fakty, obserwacje). W 400. rocznicę przeniesienia stolicy z Krakowa, Warszawa: „Anagram”, 1996.

## Nagrody
Laureatka Nagrody im. Karola Małcużyńskiego w dziedzinie varsavianów przyznanej w 2010 przez Stowarzyszenie Autorów ZAiKS za książkę Namiestnicy Warszawy. 31 maja 2012 uhonorowana Nagrodą Miasta Stołecznego Warszawy.

## Upamiętnienie
- Tablica pamiątkowa na domu przy ul. Brechta 9, w którym mieszkała w latach 1970–2014[7].